# Saint-Marc-à-Frongier
 Saint-Marc-à-Frongier  es una comuna (municipio) de Francia, en la región de Lemosín, departamento de Creuse, en el distrito y cantón de Aubusson.
Su población en el censo de 1999 era de 348 habitantes.
Está integrada en la Communauté de communes d’Aubusson-Felletin.

## Demografía
| 379 | 394 | 367 | 376 | 407 | 348 |
| Para los censos de 1962 a 1999 la población legal corresponde a la población sin duplicidades (Fuente: INSEE [Consultar]) |     |     |     |     |     |